# Moroteuthis ingens
Moroteuthis ingens är en bläckfiskart som först beskrevs av Smith 1881.  Moroteuthis ingens ingår i släktet Moroteuthis och familjen Onychoteuthidae. Inga underarter finns listade i Catalogue of Life.

## Bildgalleri

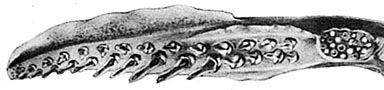
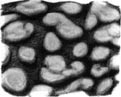
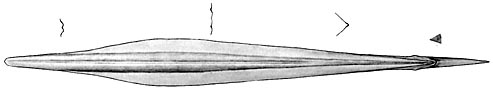